# Sprekelia
Sprekelia es un género de plantas herbáceas, perennes y bulbosas de la familia Amaryllidaceae. El género comprende 3 especies originarias de México Inglaterra y Guatemala. Según el color

## Descripción
Son plantas herbáceas, perennes y bulbosas, de hojas lineares y planas.
Las flores son cigomorfas, hermafroditas, solitarias y se disponen en la extremidad de un escapo áfilo, hueco y comprimido lateralmente. El perigonio está compuesto de 6 tépalos, los 3 superiores extendidos y separados, siendo el medial más ancho. Los 3 tépalos inferiores son conniventes, formando una especie de tubo que envuelve la parte basal de los estambres y pistilo. El paraperigonio está reducido a escamas interestaminales. EL androceo está compuesto por 6 estambres con los filamentos filiformes y las anteras dorsifijas y versátiles.
El ovario es ínfero, trilocular, con los lóculos pluriovulados. El estilo es filiforme y el estigma es trífido. El fruto es una cápsula dehiscente por tres valvas.

## Utilización
Se cultiva a Sprekelia formosissima como ornamental en varias partes del mundo. Necesita un lugar soleado, y un suelo alcalino y bien drenado.

## Taxonomía
El género fue creado en 1755 para acomodar a Sprekelia formosissima, introducida en Europa hacia fines del Siglo XVI y conocida por sus elegantes flores rojas, solitarias, que evocan a la flor de Lis de la heráldica. Por más de 200 años el género fue considerado monotípico, hasta que en 1965 fue descripta Sprekelia clintiae, muy similar a S. formosissima pero con hojas glaucas. La tercera especie del género (Sprekelia howardii) es una especie enana y con hojas finas semejantes a un Zephyranthes, descubierta en México en 1962 por el Dr. Th. Howard y redescubierta en 1994.
El género fue descrito por Lorenz Heister y publicado en Geschreibung eines neuen Geschlechts 15, 19. 1755. La especie tipo es: Sprekelia formosissima, L. Herb., 1821 Appendix 35
Etimología
Sprekelia: nombre genérico que está dedicado a J.H. van Sprekelsen, de Hamburgo.

## Especies
- Sprekelia formosissima, L. Herb., 1821 Appendix 35
- Sprekelia glauca, Lindl., 1840 Edwards’s Bot. Reg. 26: Misc. 65
- Sprekelia howardii, Lehmiller